# El Bujeo
El Bujeo är en ort i Spanien.   Den ligger i provinsen Provincia de Cádiz och regionen Andalusien, i den södra delen av landet, 500 km söder om huvudstaden Madrid. El Bujeo ligger 294 meter över havet och antalet invånare är 212.
Terrängen runt El Bujeo är kuperad åt nordväst, men åt sydost är den platt. Havet är nära El Bujeo åt sydost.  Närmaste större samhälle är Algeciras, 9,5 km nordost om El Bujeo. 